# Bierstaat

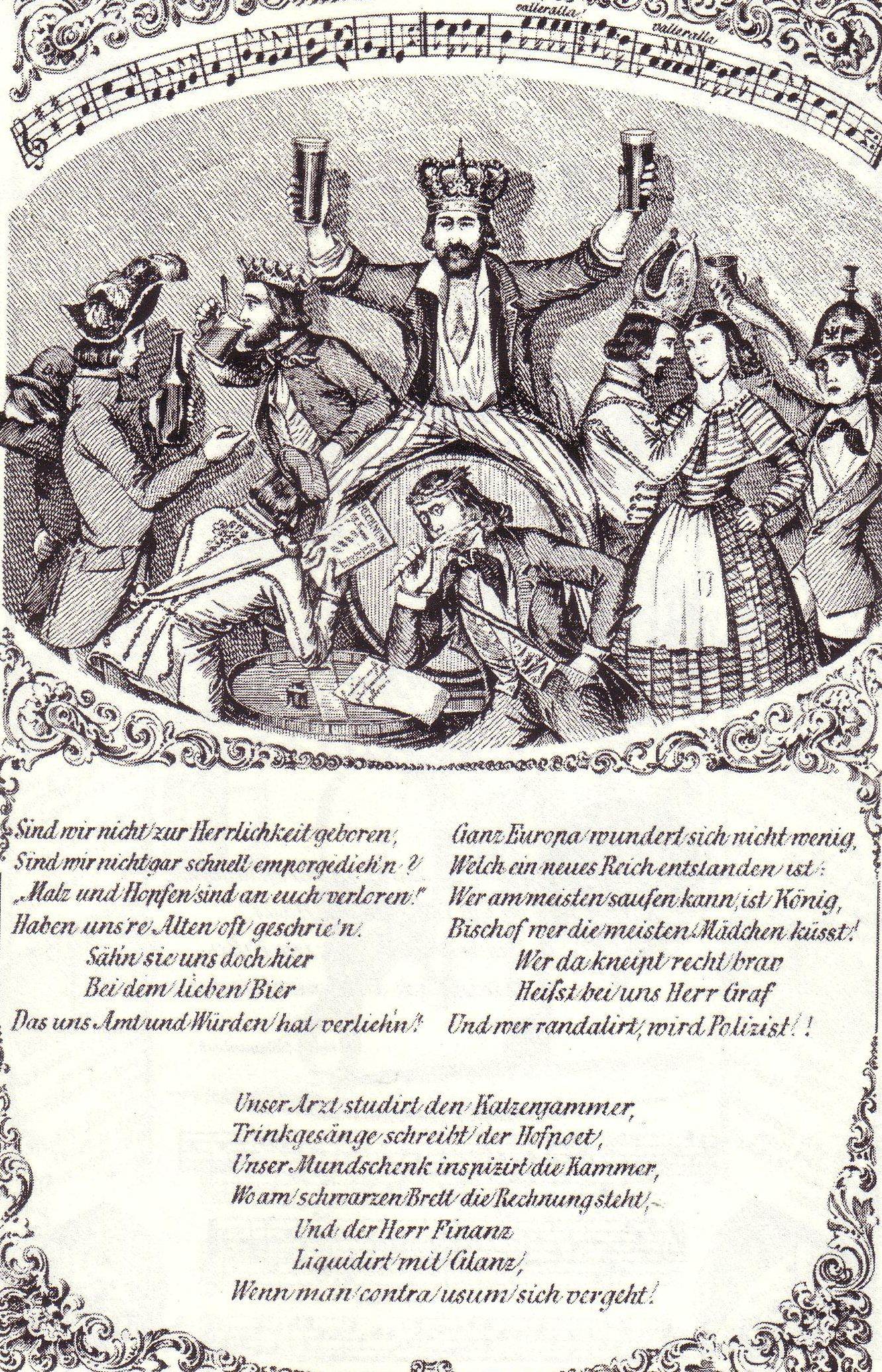
Sind wir nicht zur Herrlichkeit geboren (Liederbuch der Albertina)

Bierstaat  – Bierherzogtum; Bierkönigreich – war ein studentisches Karnevalsspiel, das sich über mehrere Tage erstrecken konnte. Der Brauch lebt nur noch in Regensburg beim Corps Franconia Jena.

## Geschichte
Thema war die Parodie der herrschaftlichen Strukturen des Heiligen Römischen Reiches, der Aristokratie und des Klerus. Hauptorte dieser Gebräuche waren Jena und Leipzig, aber auch Breslau. Thematisch verwandt waren auch weiter verbreitete, einfachere, kürzere Trinkspiele, die unter den Namen Fürst von Thoren oder Papstspiel bekannt waren und vermutlich als Vorläufer der Bierstaaten anzusehen sind. Erste Trinkerreiche scheint es schon im 16. Jahrhundert gegeben zu haben. Diese Spiele sind das Thema zahlreicher Darstellungen und literarischer Erwähnungen vor allem aus der Endphase der ersten Hälfte des 19. Jahrhunderts. Typisch für diese Veranstaltungen war die Kombination von karnevalistischer Parodie, kabarettistisch-literarischem Vortrag (Spottreden) und exzessivem Alkoholgenuss. Die meisten dieser Veranstaltungen überschritten aus heutiger Sicht bei weitem die Grenzen des guten Geschmacks und waren ein Beispiel für die ungezügelten Sitten der studentischen Kultur bis ins angehende 19. Jahrhundert. Nach dem Zweiten Weltkrieg gab es Versuche, zumindest die Jenaer Tradition der Bierherzogtümer in Westdeutschland wiederzubeleben, was aber, mit Ausnahme des nach Regensburg umgezogenen Corps Franconia Jena, misslang. Heute sind diese Veranstaltungen weitgehend vergessen, und es existiert nur noch ein einziger Bierstaat, der zu Henneberg-Wöllnitz, dessen Herrscher jährlich unter der Ägide der Jenaer Franken in Regensburg gefunden wird. Andernorts geriet er in Vergessenheit oder ist Gegenstand studentenhistorischer Abhandlungen.
Bierkönig ist auch die Bezeichnung für den jeweiligen Teiler einer Tour beim Quodlibet, einem traditionellen Kartenspiel.

## Bierherzogtum

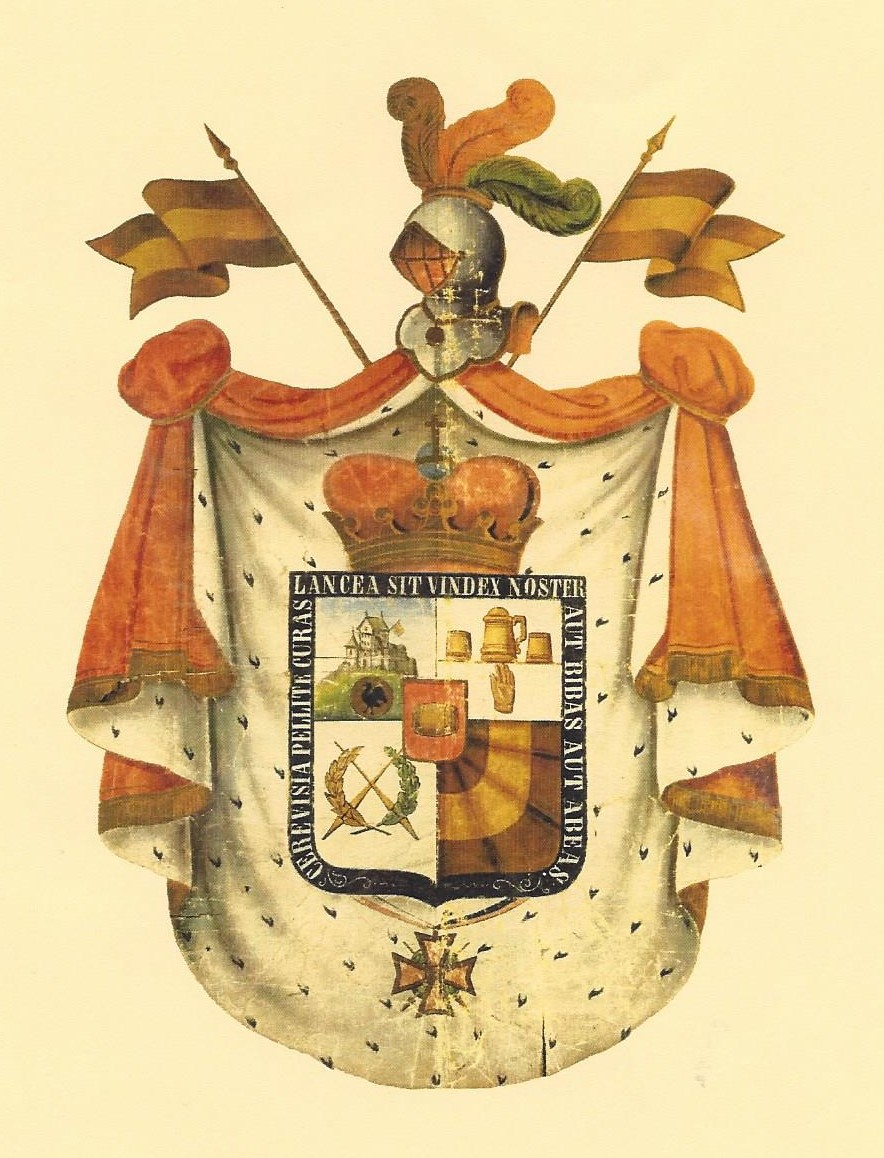
Wappen des Bierstaats zu Henneberg-Wöllnitz

Bierherzogtümer sind als größere, manchmal mehrtägige Veranstaltungen vor allem aus Jena, Leipzig und Breslau überliefert. Jenaer Studenten fuhren dazu aus der Stadt in die Ausflugsdörfer der Umgebung (sogenannte Bierdörfer), wie Lichtenhain, Ziegenhain, Ammerbach oder Wöllnitz. Berühmt war das Bierherzogtum Lichtenhain des Corps Thuringia Jena, dem immer ein Herzog namens „Tus“ vorstand. Der Überlieferung zufolge rührt der Name vom ersten „Herzog“ her, der mit bürgerlichem Vornamen „Justus“ hieß.
Das Corps Franconia Jena feiert seit dem 3. März 1823 den Hoftag, der zu Jenaer Zeiten mit einem großen Umzug durch Jena begangen wurde. Mitglied des Bierstaates konnte jeder ehrenhafte Mann werden, so waren einige alte Bauern aus Wöllnitz hochangesehene Ritter. Der Herrscher des Bierstaates zu Henneberg-Wöllnitz heißt „Popp“. Er ist unbeschränkter Herrscher über den Biercomment und entscheidet bei einem Biergericht über die rechte Auslegung des sich ständig verändernden Biercomments.
Nach Jenaer Vorbild zelebrierte das Corps Lusatia Leipzig 1841–1844 in einem Dorf bei Leipzig die Biergrafschaft Zschocher. Auf der abgebildeten Lithographie von 1847 residiert der Theologe und spätere Politiker Friedrich Heinrich Immisch als Graf Strolch II. Einen ähnlichen Mummenschanz trieb das Corps Marchia Berlin mit seinem Bierkönigreich Flandern und Brabant, mit dem es sich in der vormärzlichen Verbotszeit tarnte.
Bei den meisten dieser Spiele wurden unter den Teilnehmern bestimmte Rollen verteilt und in der Folge verschiedene Rituale durchgespielt, die in der Regel mit Biertrinken zu tun hatten. Je höher zum Beispiel der „gesellschaftliche Status“ der jeweiligen Rolle war, desto mehr Bier musste der Inhaber der betreffenden Rolle in der Regel trinken, zusätzlich hielt zum Beispiel der Bierherzog eine Thronrede und verlieh Bierorden, der Hofnarr machte Witze über Teilnehmer, und der Bischof hielt den Anwesenden deren „Sünden“ vor.
Verstöße gegen das Protokoll wurden mit Bierstrafen bis hin zur Bier-Acht geahndet, bei letzterer wurden die Betroffenen vom gemeinsamen Tisch ausgeschlossen und bekamen kein Bier mehr ausgeschenkt.
Die „Ämter“ des Bierstaates werden unter anderem auch in der zweiten und dritten Strophe des Studentenliedes Sind wir nicht zur Herrlichkeit geboren im Detail beschrieben:

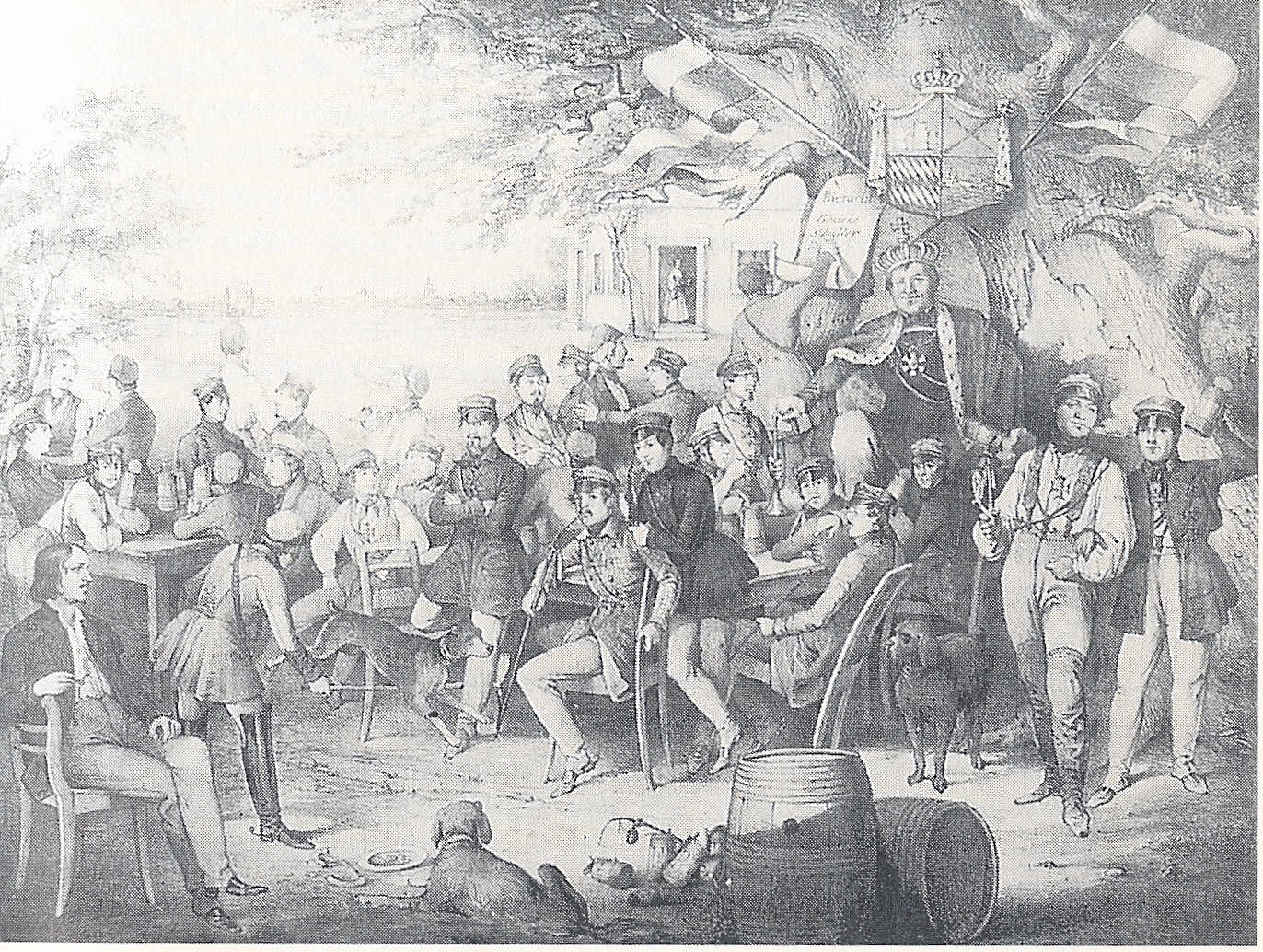
Bierherzogtum Leipziger Studenten (1847)

Ganz Europa wundert sich nicht wenig,
Welch ein neues Reich entstanden ist.
Wer am meisten trinken kann, ist König,
Bischof, wer die meisten Mädchen küßt.
Wer da kneipt recht brav, heißt bei uns Herr Graf;
Wer da randaliert, wird Polizist.
Unser Arzt studiert den Katzenjammer,
Trinkgesänge schreibt der Hofpoet;
Der Hofmundschenk inspiziert die Kammer,
Wo am schwarzen Brett die Rechnung steht;
Und der Herr Finanz liquidiert mit Glanz,
Wenn man contra usum sich vergeht.

Text und Melodie: Hermann Wollheim 1835

## „Welch eine Qualität den Mann erhöht“ – Papstspiel und Bierkönig

### Papstspiel
Eine frühere Version waren Spiele, bei denen die gesellschaftliche Hierarchie durch eine Art von Wetttrinken ausgemacht wurde. Wer am meisten vertrug, erreichte die höchsten Ehren. Dabei konnte es auch üblich sein, dass der „Papst“, also der Gewinner, am Ende zum Beispiel durch Einqualmen mit Tabakrauch absichtlich zum Erbrechen („Pabsten“) oder zur Bewusstlosigkeit gebracht wurde. Die erste Beschreibung eines Papstspiels stammt aus dem Jahre 1644. Eine Erinnerungsspur an dieses Spiel hat sich noch bis heute in der Sprache der Verbindungsstudenten gehalten. Noch heute heißt bei Verbindungsstudenten das Speibecken „Pabst“. Einen Hinweis auf dieses Spiel liefert Goethe in seinem Drama Faust I in der Szene „Auerbachs Keller in Leipzig“. Hier hatte Goethe in den 1760er Jahren Rechtswissenschaften studiert und kannte die zeitgenössischen studentischen Gepflogenheiten genauestens. Die Szene gibt eine Gesellschaft von Studenten wieder, die sich im Gasthaus langweilen und nach Unterhaltung suchen:
B r a n d e r. Ein garstig Lied! Pfui! ein politisch Lied!
Ein leidig Lied! Dankt Gott mit jedem Morgen,
Dass ihr nicht braucht fürs Röm’sche Reich zu sorgen!
Ich halt es wenigstens für reichlichen Gewinn,
Dass ich nicht Kaiser oder Kanzler bin.
Doch muss auch uns ein Oberhaupt nicht fehlen;
Wir wollen einen Papst erwählen.
Ihr wisst, welch eine Qualität
Den Ausschlag gibt, den Mann erhöht.
(Johann Wolfgang von Goethe, Faust, Der Tragödie erster Teil, Vers 2092–2100)
Mit der „Qualität“, die den Ausschlag für die Erhöhung des Mannes gibt, wird hier deutlich auf den Faktor der „Trinkfestigkeit“ hingewiesen.

### Bierkönig

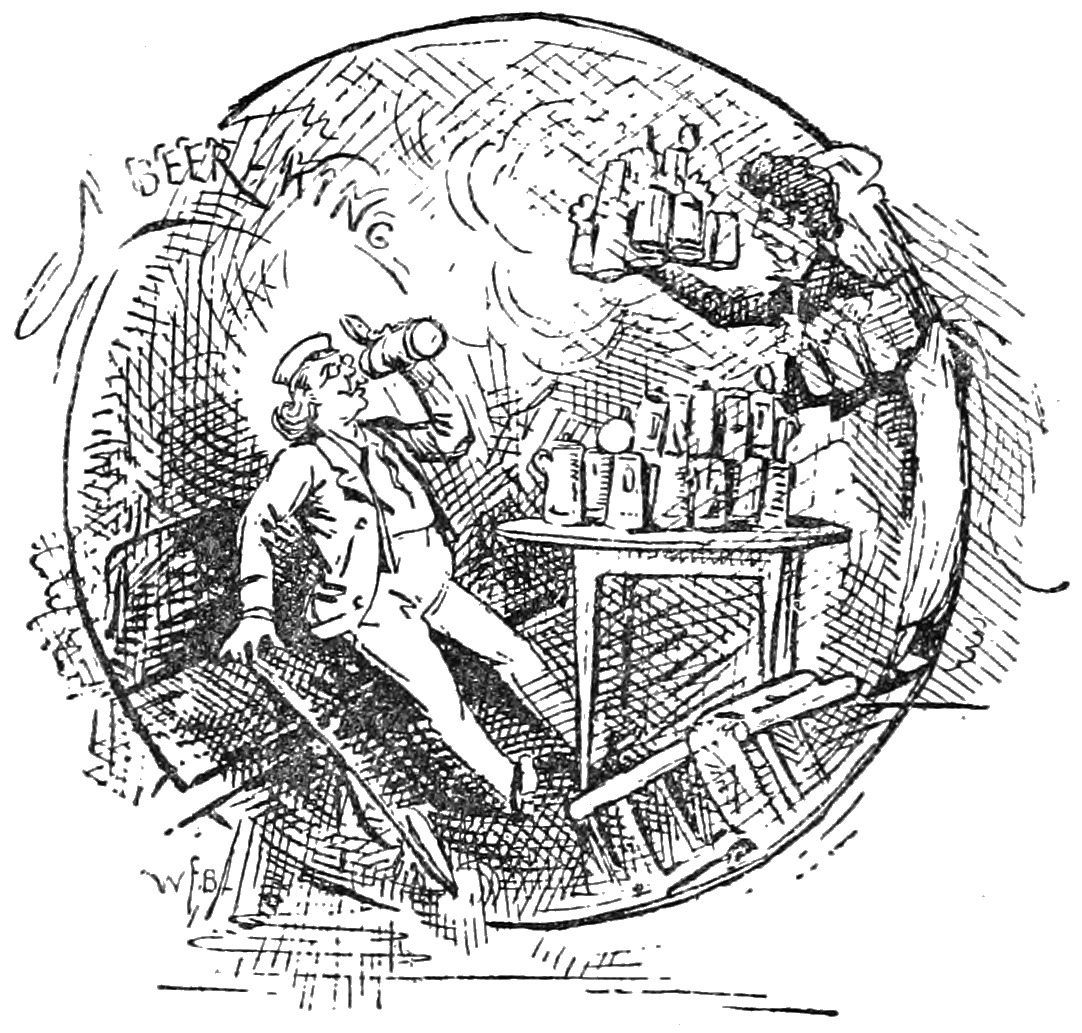
Walter Francis Brown, The Beer King, Illustration zu Mark Twains A Tramp Abroad

Auch der amerikanische Schriftsteller und Satiriker Mark Twain berichtet noch aus dem Jahre 1878 Ähnliches in seinem Werk A Tramp Abroad, in dem er Erlebnisse im Heidelberger Senioren-Convent schildert. Aus diesem Anlass erzählt er auch von der Sitte, einen „Beer King“ zu erwählen.

„Kneips are held, now and then, to celebrate great occasions, like the election of a beer king, for instance. The solemnity is simple; the five corps assemble at night, and at a signal they all fall loading themselves with beer, out of pint-mugs, as fast as possible, and each man keeps his own count — usually by laying aside a lucifer match for each mug he empties.

The election is soon decided. When the candidates can hold no more, a count is instituted and the one who has drank the greatest number of pints is proclaimed king. I was told that the last beer king elected by the corps — or by his own capabilities — emptied his mug seventy-five times. No stomach could hold all that quantity at one time, of course — but there are ways of frequently creating a vacuum, which those who have been much at sea will understand.“

Aus dieser Darstellung wird jedoch deutlich, dass Mark Twain eine solche Kneipe nicht selbst miterlebt hat. Er war zwar von den Corps zu einem Pauktag eingeladen, wo er scharfe Mensuren miterleben durfte, eine Kneipe kannte er aber wohl nicht vom Augenschein. Damals entwickelte sich bereits die ausgefeilte Kneipetikette und der komplexe Biercomment der Corps, so dass sich eine solche Veranstaltung nicht in einem Wetttrinken erschöpft haben dürfte. Der Autor ist hier wohl eher den Aufschneidereien seiner Informanten aufgesessen.

## Fürst von Thoren

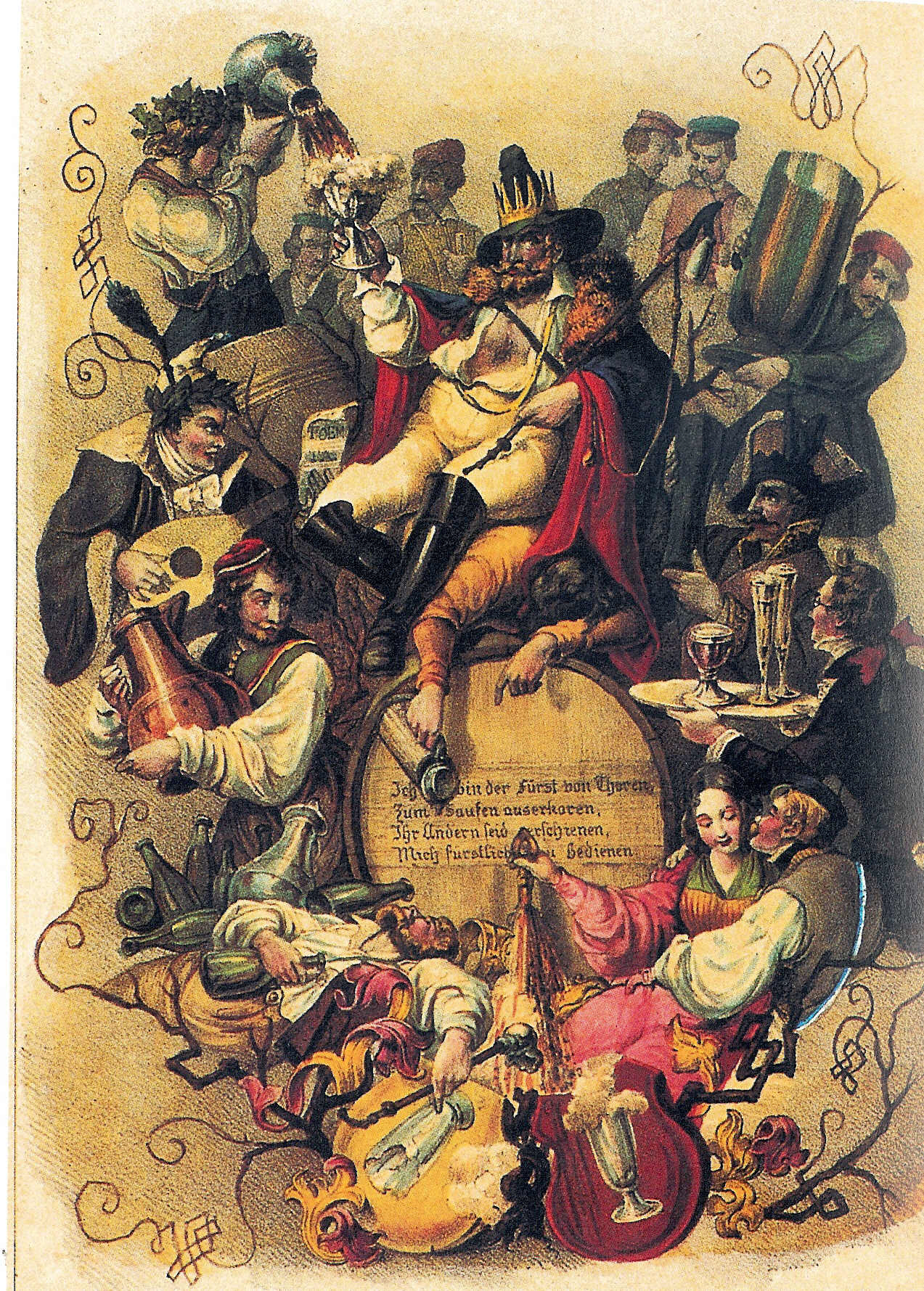
Fürst von Thoren, kolorierte Lithographie von J.F. Lentner um 1848

Zu dem ziemlich einfachen Spiel „Fürst von Thoren“ (auch: „Fürst von Thorn“) gibt es viele Darstellungen und ein Lied, das bei der Durchführung gesungen wurde. Offensichtlich war beim Fürsten von Thoren der Genuss von Wein üblich. Das Spiel funktioniert im Prinzip durch das Absingen des Liedes und das Reihumtrinken der einzelnen Teilnehmer mit dem vorher festgelegten „Fürsten“, dessen Rolle im Laufe des Spiels weitergereicht wurde. Der jeweilige „Fürst“ saß dabei auf einem „Thron“, meist ein auf den Tisch gestellter Stuhl. Studentische Kneipdarstellungen aus der ersten Hälfte des 19. Jahrhunderts zeigen öfter einen der Trinker auf einem auf dem Tisch stehenden Stuhl sitzen, was auf die Popularität dieses Spiels hindeutet.
E i n e r: Ich bin der Fürst von Thoren,
Zum Saufen auserkoren.
Ihr andern seid erschienen.
Mich fürstlich zu bedienen.
A l l e: Eu’r Gnaden aufzuwarten
Mit Wein von allen Arten,
Euch fürstlich zu bedienen,
sind wir allhier erschienen.
Der „Fürst von Thoren“ gilt als Ursprung der später weiter ausgearbeiteten Konzepte der „Bierstaaten“, sozusagen als primitive Urform. Er ist bereits für das Jahr 1697 belegt. Das Lied erschien 1815 zum ersten Mal im Druck, und zwar im Leipziger Kommersbuch von Carl Hinkel.

## Siehe auch

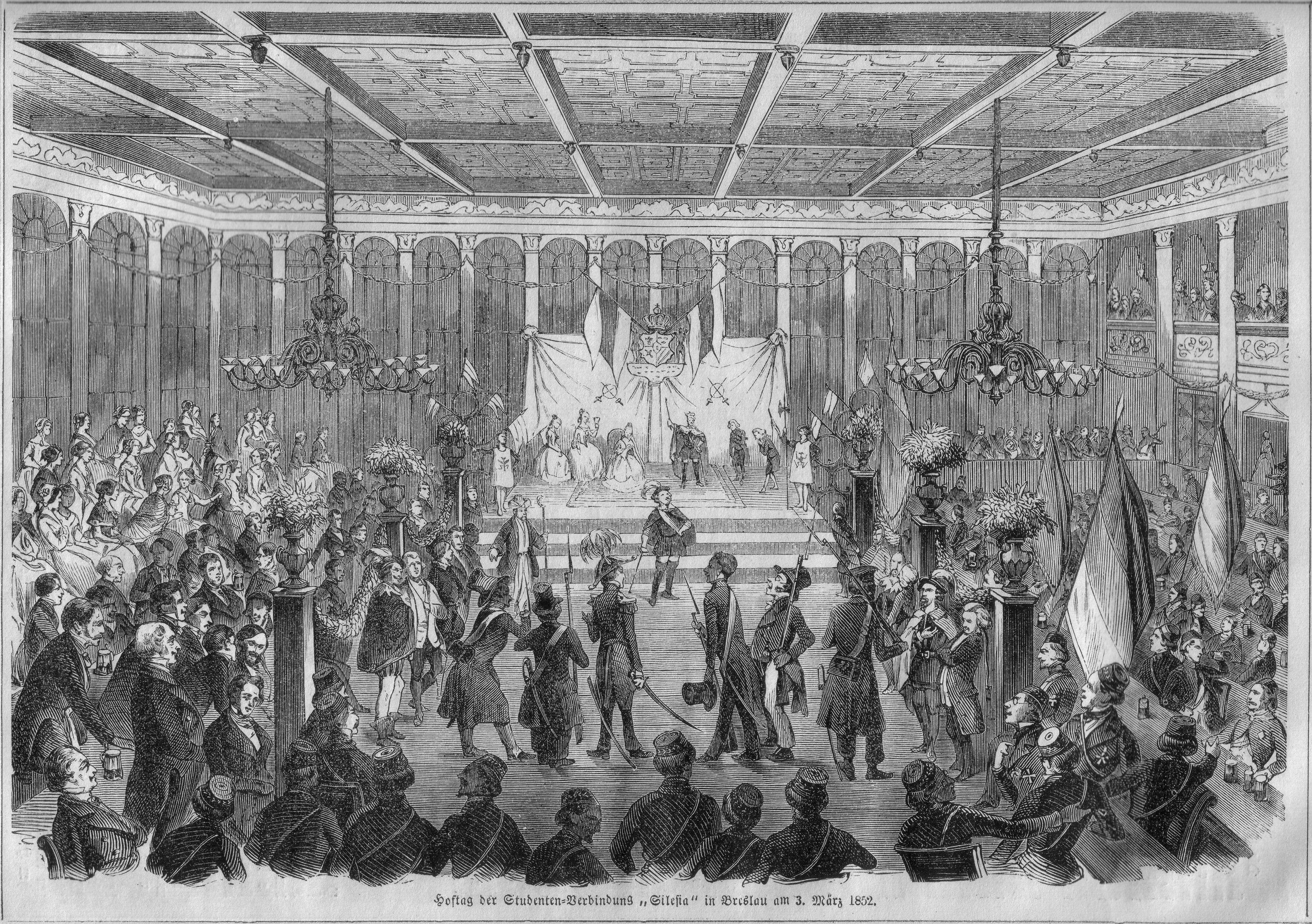
Hoftag des Corps Silesia 1852 in Breslau